# بوی خوش یک زن (فیلم ۱۹۹۲)
بوی خوش زن (به انگلیسی: Scent of a Woman) فیلمی درام به کارگردانی مارتن برست و محصول سال ۱۹۹۲ و شرکت یونیورسال استودیوز است. این فیلم بازسازی یک فیلم ایتالیایی با همین نام به کارگردانی دینو ریسی است. بازی ماندگار و به یادماندنی آل پاچینو در نقش سرهنگ اسلید در این فیلم تمامی جوایز مهم سینمایی از جمله اسکار و گلدن گلوب را برای او در همان سال به ارمغان آورد. نقشی که از آن به عنوان یکی از ماندگارترین نقش آفرینی‌های تاریخ سینما یاد می‌شود. سکانس رقص تانگو آل پاچینو در این فیلم بسیار تمجید شده و معروف است.
در این فیلم آل پاچینو، کریس اودانل و فیلیپ سیمور هافمن به ایفای نقش پرداختند.

## داستان
یک دانشجوی کالج به نام چارلز سیمس که برای جبران هزینه تحصیل خود به دنبال کار می‌گردد و سرانجام شغل پرستاری آخر هفته از یک افسر نابینای ارتش آمریکا به نام سرهنگ فرانک اسلید با بازی آل پاچینو را به دست می‌آورد. چارلز در مدرسه خود دچار مشکلی شده که اگر حل نشود منجر به اخراج او از مدرسه می‌شود.
در نهایت چارلز به کلنل اسلید کمک می‌کند تا از خودکشی رهایی یابد و کلنل نیز برای کمک به چارلز در مراسم کمیته انضباطی و بدون اطلاع قبلی حاضر می‌شود و سخنرانی افتخار آمیز او که شاید نقطه اوج داستان نیز باشد، باعث می‌شود که کمیته انضباطی به نفع چارلز رای دهد.

## بازیگران
- آل پاچینو در نقش فرانک اسلید
- کریس اودانل در نقش چارلز سیمس
- جیمز ربهورن در نقش آقای ترسک
- گابریله انور در نقش دانا یا دنا
- فیلیپ سیمور هافمن در نقش جرج ویلیس
- آن دوانگ در نقش سوفیا
- برادلی وایتفورد در نقش رندی اسلاد
- فرانسیس کانروی در نقش کریستین داونز

## جوایز و نامزدی‌ها
- برنده اسکار بهترین بازیگر نقش اول مرد - آل پاچینو
- نامزد اسکار بهترین فیلم - مارتن برست
- نامزد اسکار بهترین کارگردانی - مارتن برست
- نامزد اسکار بهترین فیلمنامه اقتباسی - بو گولدمن